# Edda (keresztnév)
Az Edda  női név az Éda név eredeti germán Eda alakjának főként a német nyelvben használt alakváltozata.

## Rokon nevek
Adelaida, Adelheid, Ada,  Adél, Adela, Adéla, Adélia, Adelin, Adelina, Adelgund, Adelgunda, Adina, Alett, Aletta, Alicia, Alícia, Alida, Alitta, Alida, Aliz, Alíz, Aliza, Éda, Elke, Heidi

## Gyakorisága
Az újszülötteknek adott nevek körében az 1990-es években szórványos név volt, a 2000-es és a 2010-es években nem szerepel a 100 leggyakoribb női név között.
A teljes népességre vonatkozóan az Edda sem a 2000-es, sem a 2010-es években nem szerepelt a 100 leggyakrabban viselt női név között.

## Névnapok
- december 13.[2]

## Híres Eddák
- Edda Mussolini, Benito Mussolini lánya
- Budaházy Edda, politikai aktivista

### Egyéb Eddák
- Edda Művek, magyar együttes
- Edda-énekek és Prózai Edda, középkori skandináv irodalmi alkotások